# Сем Райлі
Сем Райлі (англ. Sam Riley; 8 січня 1980) — англійський актор і співак, відомий завдяки ролі Єна Кертіса у фільмі «Контроль», вокаліста музичного гурту Joy Division, що виконував пост-панк в 1970-х рр. Ця роль принесла йому премію British Independent Film Awards в категорії «Найбільш багатообіцяючий дебют», а також безліч номінацій на здобуття інших престижних кінонагород.

## Біографія
Сем Райлі народився в англійському місті Лідс, навчався в школі Uppingham School в Рутленді з 1993 по 1998 рр.
У вересні 2007 року Райлі пройшов проби на роль у фільмі Джеральда МакМорроу «Франклін». У кінострічці «Тринадцять», авторемейку однойменного французького трилера, він грає головну роль — персонажа на ім'я Вінс. Також знявся в «Brighton Rock», де разом з ним задіяні Гелен Міррен і Андреа Райзборо.

## Модельна кар'єра
Він показаний в рекламній кампанії осінь/зима 2008 для британського будинку моди Burberry під керівництвом Крістофера Бейлія. Сем став «обличчям» знаменитого бренду. Також брав участь у показі колекції осінь/зима 2014 від Ermenegildo Zegna.

## Музика
Протягом декількох років Сем був солістом групи з Лідсу «10,000 Things», у якій він досягнув невеликого успіху. Група розпалася у 2005 році.

## Особисте життя
На зйомках фільму «Контроль» познайомився з Олександрою Лара. У 2009 році вони одружилися, у січні 2014 у них народився син Бен.

## Фільмографія
| Рік  |   | Українська назва               | Оригінальна назва               | Роль         |
| ---- | - | ------------------------------ | ------------------------------- | ------------ |
| 2007 | ф | Контроль                       | Control                         | Ієн Кертіс   |
| 2008 | ф | Франклін                       | Franklyn                        | Майло        |
| 2010 | ф | 13                             | 13                              | Вінс         |
| 2010 | ф |                                | Brighton Rock                   | Пінкі        |
| 2011 | ф | У дорозі                       | On the Road                     | Сел Перадайз |
| 2012 | ф | Візантія                       | Byzantium                       | Дарвелл      |
| 2014 | ф | Малефісента                    | Maleficent                      | Діаваль      |
| 2014 | ф |                                | Das finstere Tal                | Грейдер      |
| 2015 | ф | Французька сюїта               | Suite Française                 | Бенуа        |
| 2016 | ф | Гордість і упередження і зомбі | Pride and Prejudice and Zombies | Містер Дарсі |
| 2016 | ф | Перестрілка                    | Free Fire                       | Стево        |
| 2017 | ф |                                | SS-GB                           | Дуглас Арчер |
| 2019 | ф | Чаклунка: Володарка темряви    | Maleficent: Mistress of Evil    | Діаваль      |
| 2019 | ф | Небезпечний елемент            | Radioactive                     | П'єр Кюрі    |
| 2020 | ф | Ребекка                        | Rebecca                         | Джек Фейвелл |
| 2021 | ф | Геніальне пограбування         | Vault                           | Джеймс       |